# Loum
Loum is een stad in Kameroen en ligt in de regio Littoral, in het departement Moungo.
Loum telt naar schatting 177.429 inwoners en geldt in Kameroen als de hoofdstad van de banaan met vestigingen van de SBM (Société des Bananeraies du Moungo) en de OCB (Organisation Camerounaise de Bananeraies).